# Білль про права (США)
Білль про права (англ. Bill of Rights) — неофіційна назва перших десяти поправок до Конституції США, які закріплюють основні права і свободи громадян. Поправки запропонував Джеймс Медісон 25 вересня 1789 на засіданні Конгресу США першого скликання і набули чинності 15 грудня 1791 року.
|  | «Після прийняття "Білля про права" Конституція США набула логічно завершеного вигляду. Вона стала взірцем для багатьох держав у створенні власних конституцій» |

Уперше на загальнодержавному рівні одноманітно було визначено правовий статус громадянина США, окреслено сфери федерального контролю за дотриманням громадянських прав і свобод, які також вперше в історії конституційного законодавства були побудовані як заборони та обмеження, накладені насамперед на самі законодавчі органи.
У числі перших десяти поправок, які складали Білль про права, прийнятий у 1789 році містились норми, які закріплювали основні права та свободи громадян.
- У першій поправці закріплена свобода релігії, слова і друку, право на мирні збори і право звернення до уряду з петиціями про припинення зловживань.
- Друга поправка гарантує право громадян носити зброю.
- Третя поправка забороняє розміщення військ у будинках без згоди власника в мирний час та допускає (у порядку, встановленому законом) — під час війни: «У мирний час жоден солдат не повинен квартирувати в будь-якому будинку без згоди на це власника; під час війни таке розквартирування може відбуватися лише у встановленому законом порядку».
- Згідно з четвертою поправкою заборонені необґрунтовані обшуки і арешти осіб та вилучення майна.
- П'ята поправка вказує, що ніхто не може бути позбавлений життя, свободи чи власності без законного судового розгляду, ніяка приватна власність не може бути відібрана для суспільного користування без справедливої винагороди; встановлена заборона притягати до відповідальності за одне і те ж діяння двічі та примушувати свідчити проти самого себе.
- Шоста поправка закріплює права обвинуваченого на швидкий і публічний суд, право ознайомитися із суттю та підставами обвинувачення, на очну ставку зі свідками, що свідчать проти нього, на примусовий виклик свідків зі своєї сторони та на допомогу адвоката
- Сьома поправка стосується заборони перегляду справи, інакше як згідно із нормами загального права.
- Восьма поправка встановлює заборону призначення надмірно великих застав, штрафів та жорстоких і незвичайних покарань.
- Дев'ята поправка: невичерпність перерахованих у Конституції прав.
- Десята поправка: повноваження, які не надані за Конституцією федеральному уряду та не заборонені для виконання штатам, зберігаються за штатами чи за народом.

На думку дослідників, умовно текст Біллю про права можна розділити на 2 частини: у першій із них закріплені класичні демократичні права і свободи громадян, а в другій — гарантії їхньої реалізації, названі у П'ятій поправці «належної правової процедури».